# Woodsville (New York)
Woodsville est une census-designated place du comté de Livingston, dans l'État de New York, aux États-Unis,. En 2020, elle compte une population de 70 habitants.